# Jean de Schoonhoven
Jean de Schoonhoven (en néerlandais Jan van Schoonhoven) (1356/7, Schoonhoven - 22 janvier 1432, Groenendael) était un théologien et écrivain flamand.
Après une formation philosophique à l'Université de Paris, il entra au couvent des chanoines réguliers de Groenendael près de Bruxelles (vers 1377), où il rencontra Jean de Ruysbroeck. En 1386, il devint prieur et maître des novices. Après l'adhésion de Groenendael à la congrégation de Windesheimer, il écrivit de nombreux sermons, dont certains devinrent les écrits les plus connus du chapitre général. En plus de ces sermons et d'autres, des écrits et des lettres spirituels, il écrivit alors : Epistola responsalis super epistolam cancellarii .
Schoonhoven était l'un des responsables de la défense de Jean de Ruysbroeck contre les critiques, en particulier Jean de Gerson. Ses œuvres, toutes écrites en latin, reflètent l'influence de Ruysbroeck. Cependant, ses travaux se concentrent davantage sur les ascensions pratiques. Il représente un maillon important dans l'évolution de la spiritualité de Ruysbroeck et Gérard Groote jusqu'à Erasme.